# Кастелраимондо
Кастелраимондо (итал. Castelraimondo) насеље је у Италији у округу Мачерата, региону Марке.
Према процени из 2011. у насељу је живело 4046 становника. Насеље се налази на надморској висини од 308 м.

## Становништво
| 1936. | 1951. | 1961. | 1971. | 1981. | 1991. | 2001. | 2011. |
| ----- | ----- | ----- | ----- | ----- | ----- | ----- | ----- |
| 3.899 | 4.263 | 4.175 | 3.915 | 3.955 | 4.243 | 4.544 | 4.741 |